# Christoph Gottehr Burghart
Christoph Gottehr Timotheus Burghart (geboren 2. August 1683 in Prauss, Kreis Nimptsch in Schlesien, heute Kolaczów, Gmina Dzierżoniów in Polen; gestorben 14. Februar 1745 in Reichenbach am Eulengebirge in Schlesien (heute Dzierżoniów in Polen)) war ein deutscher Lyriker und Mediziner.

## Leben und Werk
Burghart studierte von 1701 bis 1704 in Wittenberg, wo er auch promovierte.
Während seiner Studienzeit war er befreundet mit Christian Hölmann, auch Mediziner und Herausgeber der Teile 4 und 5 der Anthologie Benjamin Neukirchs, in die er zahlreiche, von Burghart in jener Zeit verfasste galante Gedichte aufnahm, die dort durch die Initialen C. G. B. gekennzeichnet sind. Als ein Beispiel die dritte Strophe von Er liebet ohne hoffnung:
Aber ach! kanstu verlassen?

Kanstu hassen?

Saladin Lisettens pracht /

Ach vergebens: ob ich solte /

Ob ich wolte /

Keines steht in meiner macht /

Eher werd ich geist und leben /

Wieder geben /

Eh mein herz die treu auffgiebt /

Ob die Ketten

Von Lisetten

Gleich noch schlechte hoffnung hätten /

Bleib ich doch in sie verliebt.
1704 begann Burghart als praktischer Arzt zu arbeiten und heiratete Anna Rosine Bischof, eine Kaufmannstochter aus Breslau, die wohl identisch ist mit der „Lisette“, „Lisillis“ und „Elise“ aus Burgharts Gedichten. Der Autor erscheint in den Gedichten unter dem Namen „Saladin“. Aus dieser Ehe stammt ein einziger Sohn, Gottfried Heinrich Burghart, wie sein Vater ein angesehener Mediziner und Schriftsteller. Burghart wurde später auch Bürgermeister von Reichenbach. Er veröffentlichte medizinische Schriften auf Latein, jedoch nach 1704 keine Lyrik mehr.

## Werke
- De malo sic dicto hypochondriaco. Wittenberg 1703.

Ausgaben:
- Christian Hölmann: Galante Gedichte mit Christoph Gottehr Burgharts Gedichten. Hrsg. von Franz Heiduk. Kösel, München 1969.
- Herrn von Hoffmannswaldau und andrer Deutschen auserlesene und bissher ungedruckte Gedichte. Benjamin Neukirchs Anthologie. Hrsg. von Angelo George de Capua und Ernst Alfred Philippson. Niemeyer, Tübingen.
  - Theil 4. Nach dem Druck vom Jahre 1704 mit einer kritischen Einleitung und Lesearten. Hrsg. von Angelo George de Capua und Erika A. Metzger. 1975, ISBN 3-484-17037-9 (zahlreiche Gedichte Burgharts)
  - Theil 5. Nach dem Druck vom Jahre 1705 mit einer kritischen Einleitung und Lesearten. Hrsg. von Erika A. Metzger und Michael M. Metzger. 1981, ISBN 3-484-17047-6 (Gedichte Burgharts S. 138–141).